# Сен-Пьер-Аве
Сен-Пьер-Аве́ (фр. Saint-Pierre-Avez, окс. Sant Peire Avez) — коммуна во Франции, находится в регионе Прованс — Альпы — Лазурный Берег. Департамент коммуны — Верхние Альпы. Входит в состав кантона Рибьер. Округ коммуны — Гап.
Код INSEE коммуны — 05155.

## Население
Население коммуны на 2008 год составляло 23 человека.
| 1962 | 1968 | 1975 | 1982 | 1990 | 1999 | 2008 |
| ---- | ---- | ---- | ---- | ---- | ---- | ---- |
| 22   | 30   | 28   | 14   | 20   | 24   | 23   |

## Климат
Климат средиземноморский, лето жаркое и сухое, зимой прохладно, часто бывают заморозки.
В Сен-Пьер-Аве нет собственной метеостанции, ближайшая расположена в Систероне.
| Показатель                         | Янв. | Фев. | Март | Апр. | Май  | Июнь | Июль | Авг. | Сен. | Окт. | Нояб. | Дек. | Год  |
| ---------------------------------- | ---- | ---- | ---- | ---- | ---- | ---- | ---- | ---- | ---- | ---- | ----- | ---- | ---- |
| Средний суточный максимум, °C      | 8,6  | 10,9 | 14,4 | 16,9 | 21,4 | 25,7 | 29,3 | 28,9 | 24,0 | 18,5 | 12,7  | 9,3  | 18,4 |
| Средняя температура, °C            | 4,3  | 5,7  | 8,7  | 11,2 | 15,3 | 19,2 | 22,4 | 22,1 | 18,0 | 13,4 | 8,2   | 5,2  | 12,8 |
| Средний суточный минимум, °C       | −0,0 | 0,5  | 3,0  | 5,4  | 9,1  | 12,7 | 15,4 | 15,3 | 12,0 | 8,2  | 3,7   | 1,1  | 7,2  |
| Норма осадков, мм                  | 26,9 | 24,3 | 23,8 | 44   | 40   | 27,9 | 20,9 | 32,7 | 45,9 | 53,5 | 52,4  | 31,7 | 423  |
| Источник: Relevé météo de Sisteron |      |      |      |      |      |      |      |      |      |      |       |      |      |

## Экономика
В 2007 году среди 18 человек в трудоспособном возрасте (15—64 лет) 12 были экономически активными, 6 — неактивными (показатель активности — 66,7 %, в 1999 году было 70,0 %). Из 12 активных работали 10 человек (6 мужчин и 4 женщины), безработных было 2 (1 мужчина и 1 женщина). Среди 6 неактивных 2 человека были учениками или студентами, 1 — пенсионером, 3 были неактивными по другим причинам.